# Vitam impendere vero
 Vitam impendere vero  лат. (изговор: витам импендере веро). Посветити живот истини. (Јувенал)

## Поријекло изреке
Изрекао велики римски пјесник и сатиричар Јувенал у смјени првог у други вијек нове ере.

## Изрека у Жан Жака Русоа
Ова изрека је животно-филозофски мото и  Жан Жака Русоа.

## Тумачење
Истина није само највиши морални чин и узус, већ и полазиште и основна претпоставка сваком културном, значи и цивилизацијском напретку.(Не изборити се за истину да је земља округла, па и по цијену сопственог живота, значило би не сазнати,  не разумјети -  остати без будућности)